# Émile Lamm
Pour les articles homonymes, voir Lamm.
Émile Lamm (1834 - 1873) était un inventeur et un dentiste.

## Biographie
Émile Lamm est né en France à Ay dans la Marne. Après avoir émigré aux États-Unis en 1848, il dépose divers brevets dans le domaine de la médecine dentaire et s'oriente vers le moyen d'améliorer le fonctionnement des locomotives de  tramways de la ville de La Nouvelle-Orléans en Louisiane. 
Il décède accidentellement à Mandeville, en Louisiane, le 12 juillet 1873

## Travaux

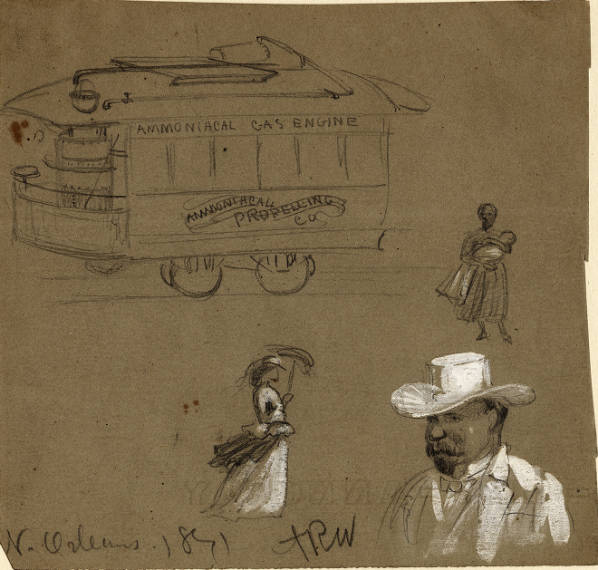
tramway de Lamm circulant à La Nouvelle-Orléans et propulsé par un moteur au gaz d'ammoniaque

Le docteur Lamm s'oriente vers deux voies : le moteur à ammoniac qu'il applique sur des locomotives de tramway et les locomotives à vapeur sans foyer.
Il développe une locomotive sans foyer et crée les sociétés : Ammonia & Thermo-Specific Propelling Company of America, le 27 mai 1872, après des essais de locomotives munies de moteur au gaz d'ammoniac et Lamm Fireless Engine Company, le 10 décembre 1874, en s'associant avec Sylvestre L. Langdon, détenteur de plusieurs brevets sur les locomotives sans foyer. 
Son système est appliqué à La Nouvelle-Orléans, Saint-Louis et New York. L'ingénieur Léon Francq va développer le système en Europe.
Brevets de l'État de Louisiane, déposés par Émile Lamm :
- en 1865 brevet no65 398[6]
- en 1865 brevet no65 399[7]
- en 1870 brevet no105 581[8]
- en 1871 brevet no121 527[9]
- en 1872 brevet no124 594[10]
- en 1872 brevet no125 577[11]
- en 1872 brevet no129969[12]
- en 1872 brevet no5 083/01[13].